# أبو إسحاق الفزاري
أبو إسحاق إبراهيم بن محمد بن الحارث بن أسماء بن خارجة بن حصن بن حذيفة بن بدر الكوفي الفزاري، من ولد لوذان بن ثعلبة بن عدي بن فزارة بن ذبيان بن بغيض بن ريث بن غطفان بن سعد بن قيس عيلان بن مضر بن نزار بن معد بن عدنان. توفي حوالي عام 188 هـ. أحد كبار العلماء ومن رواة الحديث عند أهل السنة والجماعة.
ولد في الكوفة وابتدأ في كتابة الحديث وهو ابن ثمان وعشرين سنة، وقدم دمشق وحدث بها. وكان من أصحاب الأوزاعي ومعاصريه. ورحل إلى بغداد فأكرمه هارون الرشيد وأجله. ثم عاش مرابطا في سبيل الله بثغر المصيصة ومات بها عام مئة وثمان وثمانين في خلافة هارون الرشيد.

## أقوال العلماء فيه
- قال ابن خلفون: «كان إماما من أئمة المسلمين، وفقيها من فقهائهم، كان الثوري وابن عيينة والفضيل بن عياض والأوزاعي يرفعون به جدا لعلمه وفضله ودينه.»[5]
- وقال ابن سعد: «كان ثقة فاضلا صاحب سنة وغزو.»[6]
- وقال عبد الله بن داود الخريبي:«كان الأوزاعي أفضل أهل زمانه، وكان بعده أبو إسحاق أفضل أهل زمانه.»[5]
- قال أبو صالح كاتب الليث: «سألت ابن عيينة، قلت: حديثا سمعت أبا إسحاق رواه عنك أحببت أن أسمعه منك. فغضب علي وانتهرني وقال: لا يقنعك أن تسمعه من أبي إسحاق؟ والله ما رأيت أحدا أقدمه على أبي إسحاق.»[4]
- وقال العجلي: «كان ثقة رجلا صالحا صاحب سنة وهو الذي أدب أهل الثغر وعلمهم السنة وكان يأمر وينهى، وإذا دخل الثغر رجل مبتدع أخرجه وكان كثير الحديث وكان له فقه.»[7]
- وقال أبو حاتم الرازي: «ثقة مأمون إمام.»[8]
- وقال ابن حبان: «كان من الفقهاء والعبّاد.»[9]
- وقال النسائي: «أبو إسحاق إبراهيم بن محمد بن الفزاري ثقة مأمون أحد الأئمة.»[10]
- وقال عبد الله بن المبارك: «ما رأيت رجلا أفضل من أبي إسحاق.»[11]
- وقال الحسن بن الربيع: «ما رأيت أورع من أبي إسحاق الفزاري.»[11]
- وقال سفيان بن عيينة: «كان أبو إسحاق الفزاري إماما.»[11]
- وقال عثمان بن سعيد الدارمي: «سألت ابن معين عن أبي إسحاق الفزاري فقال: ثقة ثقة.»[11]
- وقال الذهبي: «الإمام الحجة شيخ الإسلام.»[12] وقال: «الإمام، الكبير، الحافظ، المجاهد... كان من أئمة الحديث.»[13]

## شيوخه وتلاميذه
- شيوخه ومن روى عنهم:[13]

حدث عن: أبي إسحاق السبيعي، وكليب بن وائل، وعطاء بن السائب، وليث بن أبي سليم، وعبد الملك بن عمير، وسهيل بن أبي صالح، وأسلم المنقري، وأبي إسحاق الشيباني، وهشام بن عروة، وحميد الطويل، وسليمان الأعمش، وسفيان بن عيينة وخالد الحذاء، وعبيد الله بن عمر، ويحيى بن سعيد الأنصاري، وعاصم بن كليب، والعلاء بن المسيب، والثوري، وزائدة، وابن شوذب، وشعيب بن أبي حمزة، ومالك، وخلق.
- تلاميذه ومن روى عنه:[13]

حدث عنه: الأوزاعي والثوري - وهما من شيوخه - وابن المبارك، وبقية بن الوليد، وابن عمه؛ مروان بن معاوية الفزاري، وأبو أسامة، وزكريا بن عدي، وعاصم بن يوسف اليربوعي، وأبو توبة الحلبي، وعبد الله بن عون الخراز، وعبد الملك بن حبيب المصيصي - شيخ لأبي داود - ومحبوب بن موسى الفراء، وموسى بن أيوب النصيبي، ومعاوية بن عمرو الأزدي، وعمرو الناقد، ومحمد بن عبد الرحمن بن سهم، وأبو نعيم الحلبي، وخلق كثير.